# Weaver, Alabama
Weaver là một thành phố thuộc quận Calhoun, tiểu bang Alabama, Hoa Kỳ. Dân số năm 2009 là 2926 người, mật độ đạt 326 người/km².